# 莒光郷

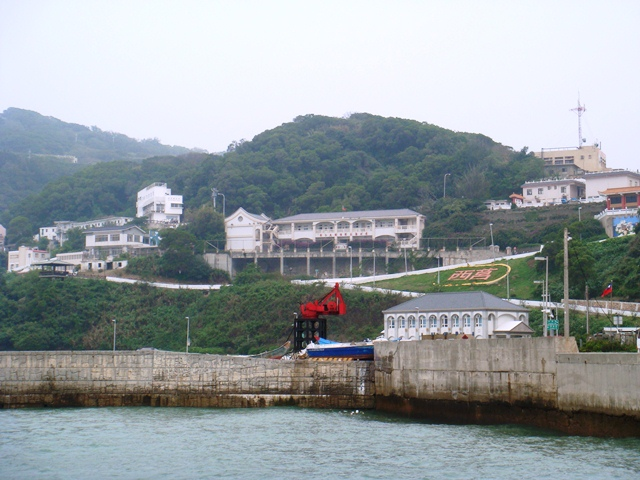
青帆港から見た西莒

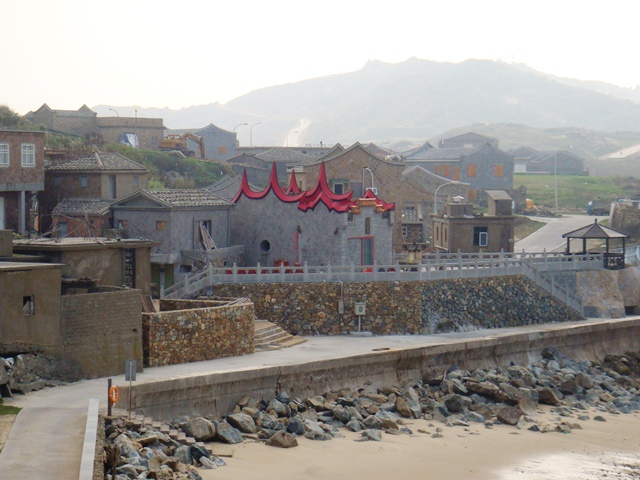
福正村

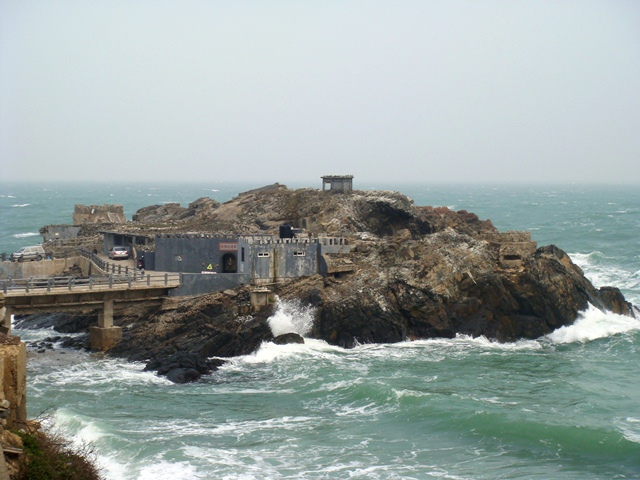
西莒島北岸の菜埔澳要塞

莒光郷（ジューグワン/きょこう-きょう）は台湾台湾連江県の郷。

## 概要
西莒島にある青帆村が、莒光郷の行政・経済の中心地となっている。東莒島にある大埔石刻と東莒灯台は、馬祖島四大古跡のうちの二ヶ所に数えられる。

## 地理
西莒島の西側に蛇山と呼ばれる小島が存在する。東莒島の周囲には林坳・犀牛嶼・永留嶼・大嶼などの小島が点在する。

### 行政区画
| 地区 | 村                     |
| ---- | ---------------------- |
| 西莒 | 青帆村、西坵村、田沃村 |
| 東莒 | 大坪村、福正村         |

## 歴史
以前は長楽県所属の白肯区であった。1953年に白肯区に長楽県政府が置かれ、白肯区と東湧区を管轄していた。1954年に東湧区に羅源県政府ができ、長楽県を離脱した。一方、白肯区が白肯鎮と東肯郷に分離された。1956年に長楽県が廃止されたため、白肯鎮・東肯郷が連江県に編入し、西犬郷・東犬郷に改称した。
1970年に西犬郷・東犬郷を統合し、白犬郷を設置した。1971年に莒光郷へ改称、それに伴い西犬島・東犬島の両島を西莒島・東莒島と改称している。
なお、中国においては白犬列島の行政区は現在でも長楽区が管轄している。

## 政治

### 行政

#### 郷長
- 謝春欗

歴代郷長

## 教育

### 国民中学
県立
- 連江県立敬恒国民中学

### 国民小学
県立
- 連江県立敬恒国民小学
- 連江県立東莒国民小学

## 交通
| 種別       | 路線名称 | その他                                          |
| ---------- | -------- | ----------------------------------------------- |
| 港湾       | 商港     | 猛沃港 - 南竿鄉福澳港、青帆港との間に定期船あり |
| 港湾       | 商港     | 青帆港 - 南竿鄉福澳港、猛沃港との間に定期船あり |
| ヘリポート | 機場     | 西莒 - 馬祖南竿空港、冬季間のみ、地元民優先     |

## 観光

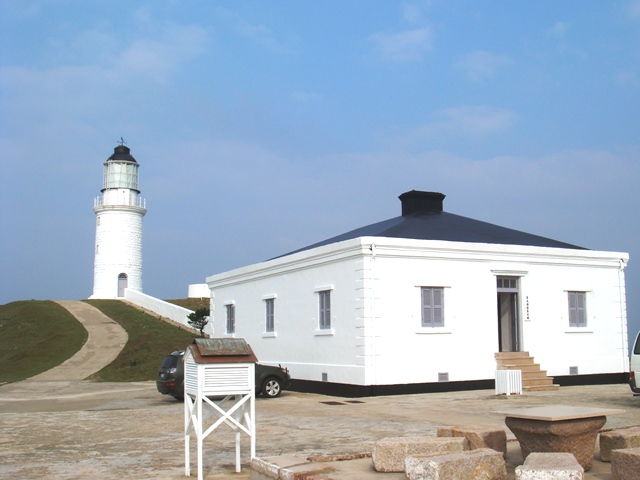
東莒島灯台（東犬灯台）

### 観光スポット
西莒エリア
- 威武陳元帥廟
- 西莒休閒広場

東莒エリア
- 大埔石刻
- 東莒灯塔